# Морено, Зулли
Зулли Морено (исп. Zully Moreno; 17 октября 1920 года, Вилья-Бальестер — 25 декабря 1999 года, Буэнос-Айрес) — аргентинская киноактриса «Золотого века» аргентинского кино (1940—1960), дважды лауреат премии «Серебряный кондор» в категории «Лучшей актрисе» (1946, 1953).

## Биография
Родилась в 1920 году в городе Вилья-Баллестер, с детства мечтала стать актрисой, но с юных лет пошла работать швеей из-за финансовых трудностей после смерти отца, когда ей было десять лет, а затем, когда ей было четырнадцать, умер ее старший брат.
В 1938 году, отвечая на объявление о массовке, была нанята на второстепенную роль в мюзикле «Кандида». Стала играть в эпизодах.
В 1941 году познакомилась с режиссёром Луисом Сесаром Амадори, который стал её мужем несколько лет спустя, и в 1940—1950-е годы снялась во многих фильмах, как мужа, так и других крупных аргентинских режиссёров таких как Марио Соффичи и Карлос Уго Кристенсен.
Славу ей принесла главная роль в фильме 1943 года «Стелла», за которой последовали роли в фильмах с крупнейшими звёздами аргентинского кино/
В 1946 году за роль в фильме «Ревность» была удостоена своей первой аргентинской кинопремии «Серебряный кондор» в категории «Лучшей актрисе».
В 1947 году исполнила роль в фильме мужа «Бог оплатил это ему» номинированном на «Оскар», и ставшим лучшим аргентинским фильмом года, в том же году исполнила главную роль в представленном на Каннском кинофестивале фильме Марио Соффичи «Кошка».
Главная роль в фильме 1953 года «Дама с камелиями», получившем «Золотой глобус» в категории «Лучший фильм на иностранном языке» (1955) принесла ей вторую аргентинскую кимнопремию «Серебряный кондор» в категории «Лучшей актрисе».
В 1954 году исполнила главную роль в фильме «Женщина с моря» — экранизации одноимённой пьесы Генрика Ибсена.
В 1955 году исполнила главную роль в фильме «Запретная любовь» — экранизации романа «Анна Каренина» Льва Толстого.
В 1955 году, когда правительство Хуана Перона было свергнуто государственным переворотом, поддерживавший Перона муж актрисы режиссёр Амадори был арестован. После его освобождения из тюрьмы супруги бежали в Испанию.
В Испании активно продолжила кинокарьеру снимаясь до 1960-х годов, за роль в фильме «Мадругада» (1957) режиссёра Антонио Романа получила Медаль Кружка кинематографистов Испании в категории «Иностранная актриса в испанском фильме». В том же году на Кинофестивале в Сан-Себастьяне получила специальное упоминание как самой элегантной актрисы.
После смерти мужа в 1977 году вернулась в Аргентину, где возглавила Театр Майпо в Буэнос-Айресе, была занята на киностудии «Argentina Sono Film».
Прогрессирующая болезнь Альцгеймера вынудила её отойти от дел. Остаток жизни вела затворницей, не контактируя с прессой.
Умерла в 1990 году в возрасте 79 лет в Буэнос-Айресе, похоронена на «Пантеоне Актёров», кладбище Ла-Чакарита.

## Избранная фильмография

В фильме «Запретная любовь»

В 1940—1960-х годах снялась более чем в 70 фильмах, в том числе:
- 1941 — Орхидеи по вторникам / Los martes, orquídeas — Джулия
- 1943 — Её младшая сестра / Su hermana menor — Глория Морея
- 1943 — Стелла / Stella
- 1946 — Ревность / Celos
- 1947 — Кошка / La Gata — Флавия
- 1948 — Бог оплатил это ему / Dios se lo pague
- 1949 — Ловушка / La trampa — Паулина
- 1950 — Нача Регулес / Nacha Regules — Нача Регулес
- 1951 — Нежеланная / La indeseable — Эльза Робле
- 1954 — Женщина с моря / La dama del mar
- 1955 — Любовь никогда не умирает / El amor nunca muere — Тринидад Гевара
- 1958 — Ночь и утро / La noche y el alba — Марта
- 1958 — Запретная любовь / Amor prohibido — Ана Карени